# Guarambaré
Guarambaré és una ciutat paraguaiana situada a l'est del Departament Central. Es troba a 28 km d'Asunción per la Ruta PY01. És coneguda principalment pels seus artistes i activitats culturals.
La ciutat és coneguda per ser lloc de naixement del poeta Emiliano R. Fernández, per la seva festa patronal del 8 de setembre (Nativitat de María), per les seves festes cada 29 de setembre en commemoració de la victòria en la Batalla d'Aladroc i de San Miguel Arcàngel, pels seus enginys sucreres i pel seu Festival del Takuare'ê, sent aquesi el major atractiu turístic de la ciutat.

## Història
La ciutat hauria estat fundada en 1538 pel conqueridor espanyol Pablo Franco (primera fundació); la segona fundació la registrada per a l'aniversari és la de l'any 1682, dia festiu 6 de maig.
Segons una teoria el poble originari anomenat Guarambaré, dona nom a la ciutat, o el cacic indígena Pedro Guarambaré que liderava a la zona.
Segons Natividad Romero de Vázquez: "Guarambaré, nom d'un cacic, figura en la rebel·lió indígena juntament amb els cacics Tavaré i Arecayá, esdevinguda en 1541, per la injusta mort d'aquest últim".

## Demografia

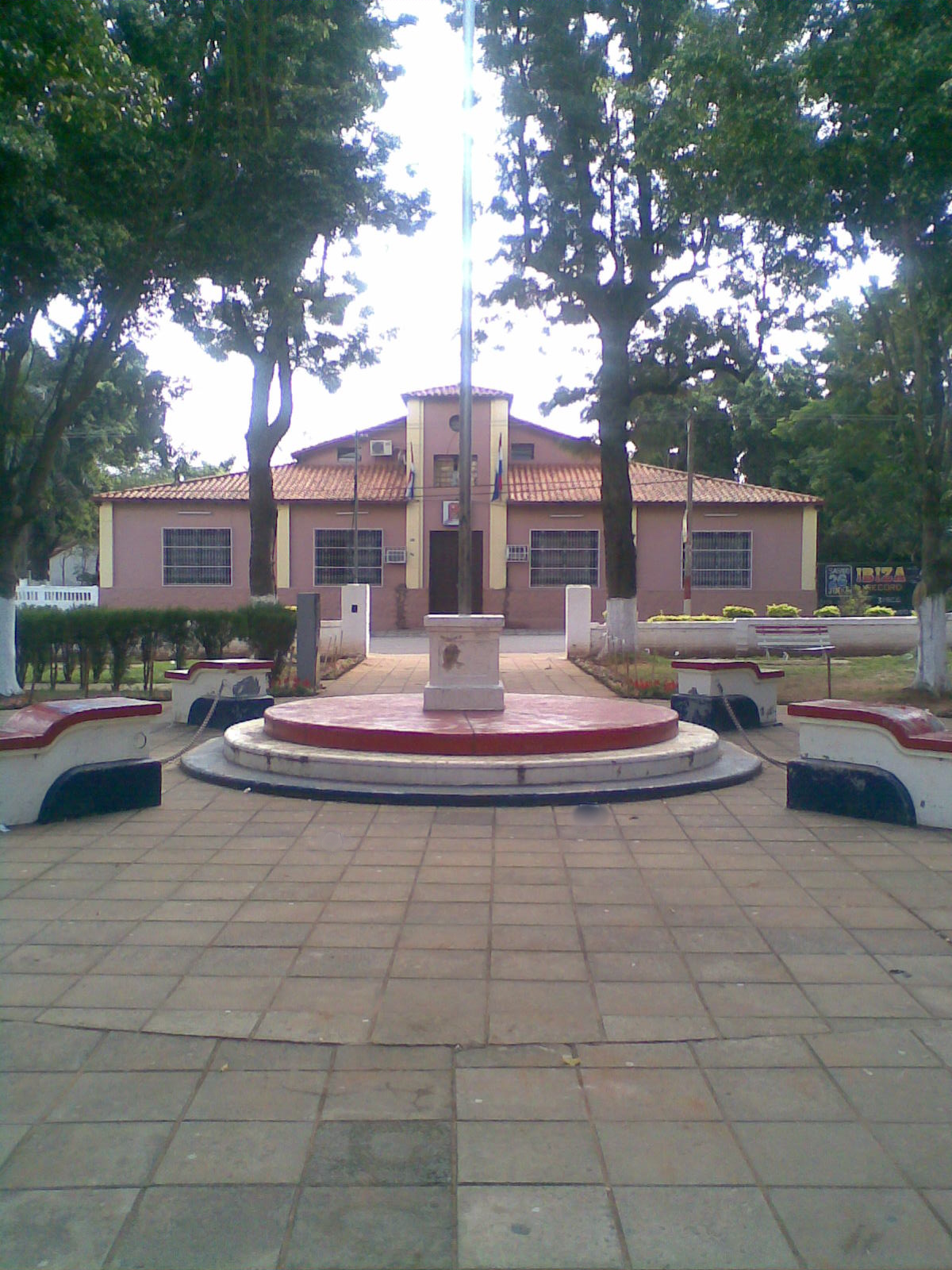
Plaça de Guarambaré.

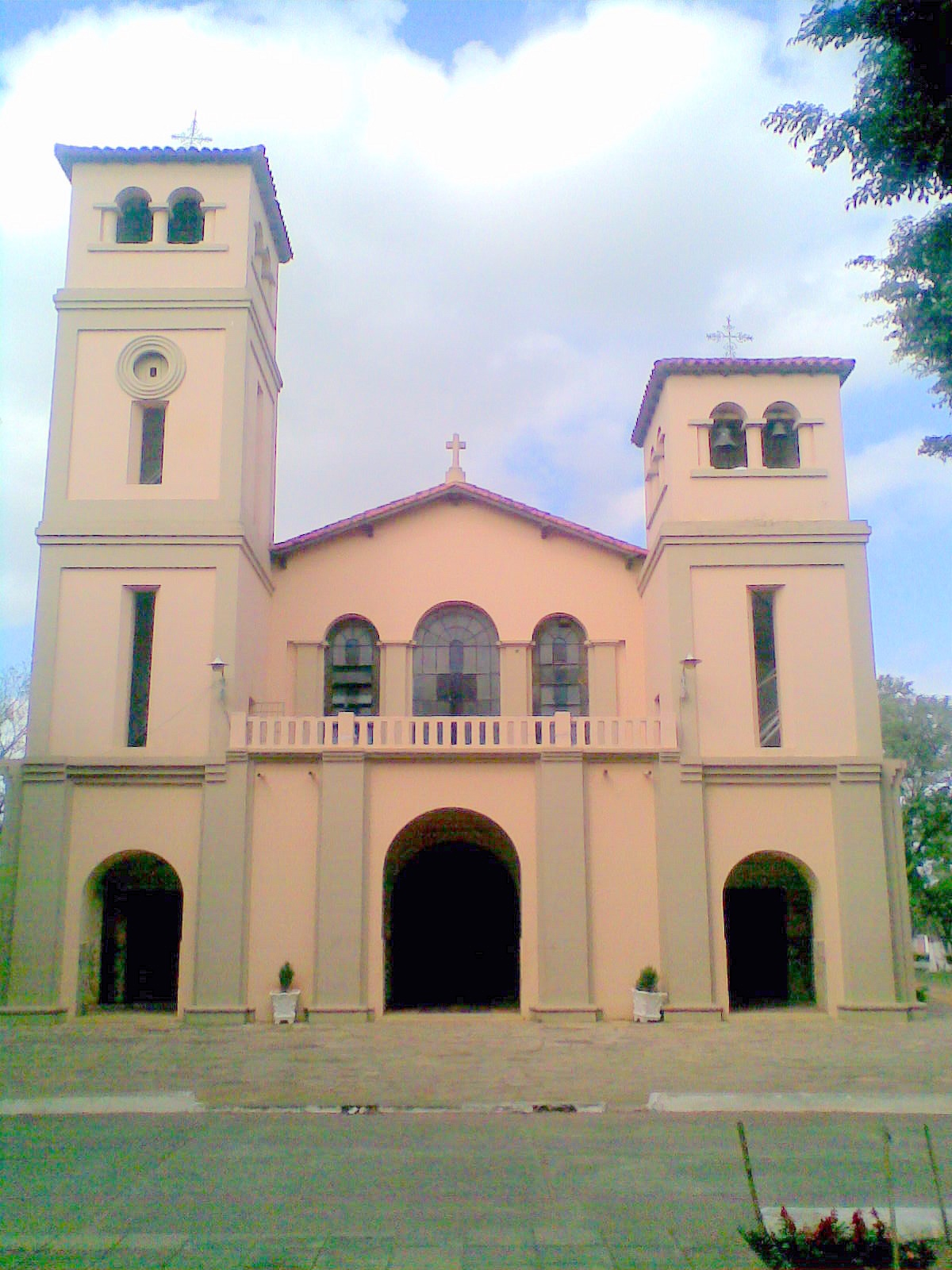
Església.

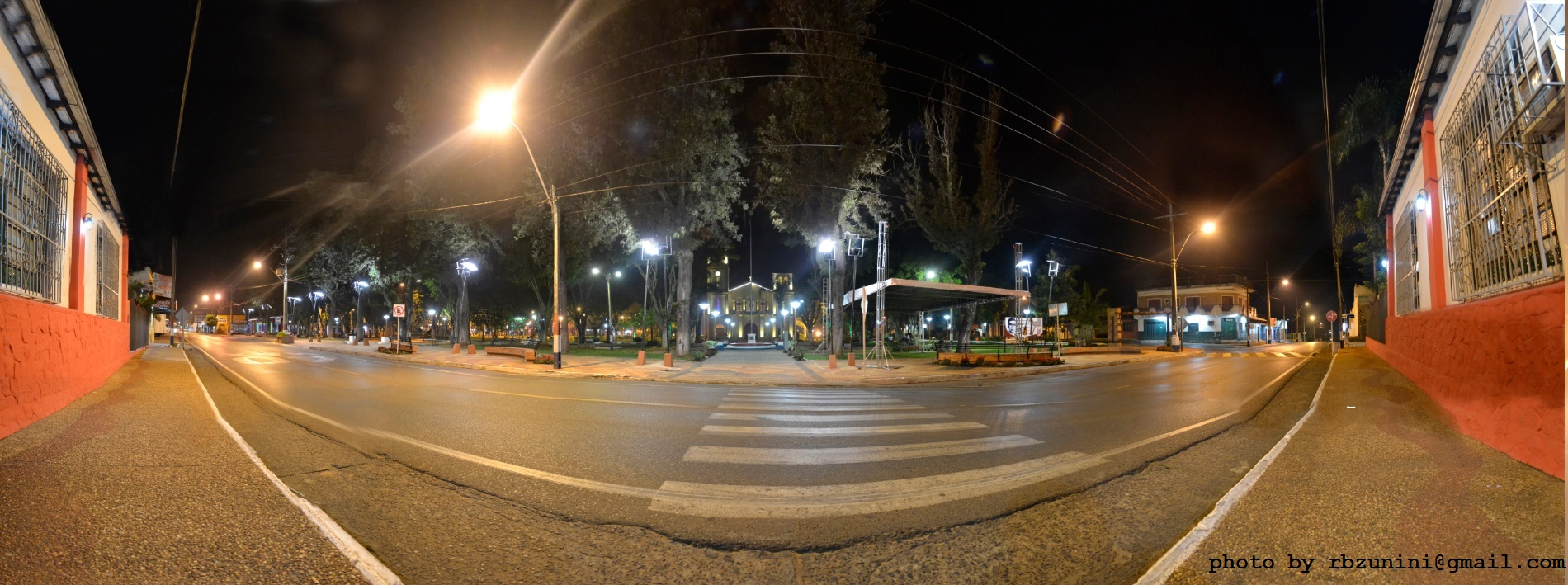
Fotografia en 180 graus

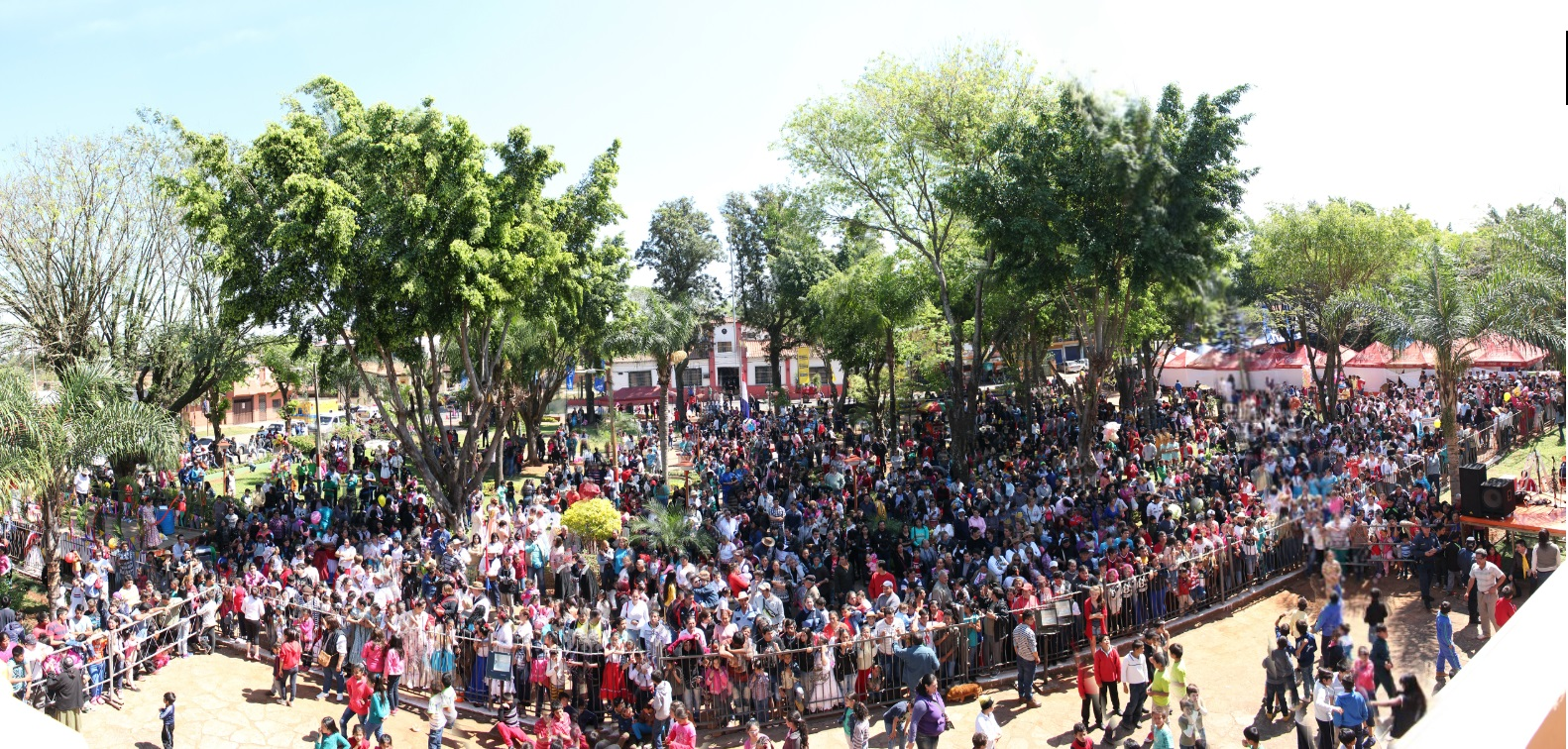
Festa Patronal

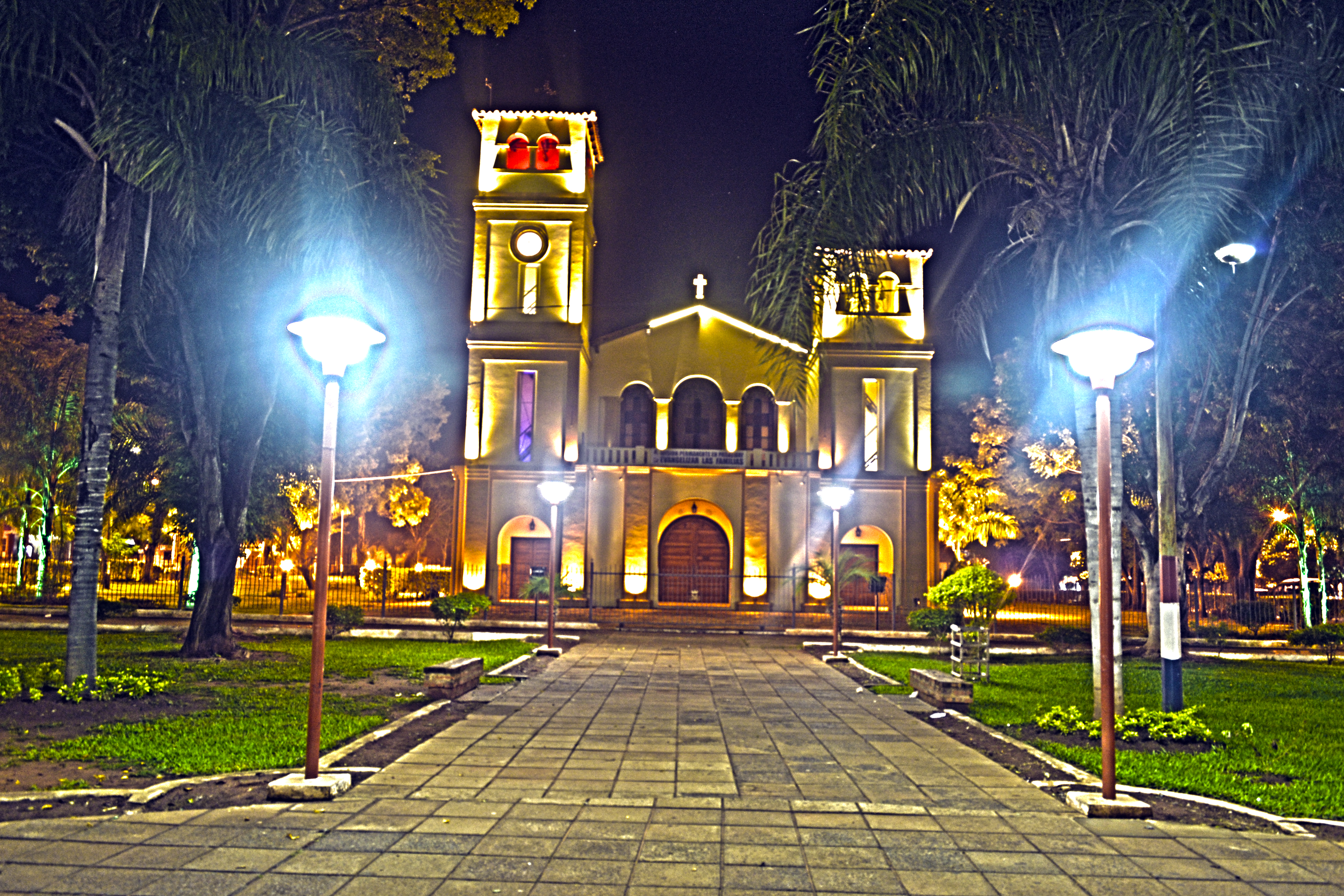
HDR GUARAMBARE

Guarambaré compta amb 39 084 habitants segons projeccions de la DGEEC per 2020.
Guarambaré es divideix en un total d'11 barris, dels quals 7 es troben a la zona rural i 4 a la zona urbana.
| 1  | Felsina        |
| 2  | San Miguel     |
| 3  | Colón          |
| 4  | Alegre         |
| 5  | Yvyzunú        |
| 6  | Nova Esperança |
| 7  | Vila Laura     |
| 8  | Kauguá         |
| 9  | Typychaty      |
| 10 | Rincón Lloma'i |
| 11 | Rincón         |

## Economia
La ciutat compta amb dos Enginys sucreres: la "Azucarera Guarambaré"; l'"Enginy Sucrera La Felsina" que produeixen sucre convencional i sucre orgànica, a partir de la canya de sucre. Aquesta última, La Felsina A.I.C.S.A, exporta sucre orgànica certificada a EE.UU, Europa i Àsia.
La ciutat compta amb restaurants, hotel i locals de menjars, a més, amb dos supermercats: un en l'entrada a la ciutat sobre accés Sud, i un altre enfront de les galeries del mercat municipal, el qual seria el primer amb propietari de natalici guarambareño.

## Cultura
La ciutat presentava una arquitectura colonial, amb casonas construïdes a la fi del segle xix però actualment són demolides per a la construcció d'edificis més moderns.

### Educació
A la ciutat existeixen diverses institucions educatives públiques i privades, com: Centre Educatiu 14 De Julio, el Col·legi Parroquial Nativitat de María, el Col·legi Tècnic Municipal Don Augusto Rosegui Bastos, i el Col·legi Privat Verge de Fátima". Algunes escoles són: Escola Bàsica Núm. 261 "Defensors del Chaco", Núm. 91 Medalla Miraculosa", Escola Municipal, Tesapeara, Verge del Carmen, Alfeo Zanotti, La Tortuguita, Mita Rendagua, Trencito de Colors, Ángel de la Guarda, i uns altres.
Actualment, també s'imparteix l'educació terciària universitària a la ciutat. La Institucions per a aquest nivell educacional són: Universitat Catòlica d'Asunción (UCA) en les carreres de Comptador Públic Nacional, Dret, Anàlisi de Sistemes).

### Música
Els grans exponents de la música en guarambare són: Emiliano R. Fernández (poeta i músic),Luis Bordó, Cirilo Fretes Franco (Director d'orquestra), Luis Fretes (Violinista Osca), Lluito Guarambare Villalba (cantant i guitarrista), Delia Picagua (cantant i coordinadora del Projecto Sons de la Terra de Guarambaré), Ramón González (Bandoneonista i director dels nobles), Julio Barris (Guitarrista dels nobles), Marta Barris (cantant), Ismael Franco Ortiz (tecladista i acordeonista), Gabriel Taboada (cantant i guitarrista), Pabla Carreras (cantant), Carlos Mora (guitarrista dels nobles), Pablo Carreras (Arpista), Duo Mongelos Torals (consagrats intèrprets de música paraguaiana), Victor Romero i Alice Cabrera (Integrants de l'orquestra H2O del mestre Luis Szaran), Gisselle Guarie (violinista), Rodrigo Benitez (Guitarrista i baixista), Sally Ortigoza, Rodrigo Ferreira, Blas Taboada, Silvio Mora (Arpista), Juancito Vallejos (guitarrista i cantant), Geremias Unzain (tecladista i cantant), Gonzalo Ortigoza (Guitarrista popular clàssic i transportada, alumne de Kamba´i Echeverria, contrabajista i cantant), Leticia Ortiz (cantant), José García (Baixista), Gustavo Benítez (coneixedor de diversos estils musicals), Hermenegildo i Juan Benítez (guitarristes i cantants del cor parroquial), el jove Marcos Galeano (guitarrista).De la companyia Nova Esperança estan Alberto González (A la baixa i director del grup Balla El meu Cumbia) i Miguel González (Baixista del grup 8 cors) Juan Portillo (percussionista de 8 cors), Angelo González (Pianista), José González (Baixista sesionista). Guitarristes destacats: Domingo Mora, Raul Benítez, Hugo Villagra, Fabricio Villalba (Guanyador d'una edició del Festival del Takuaree en conjunt instrumental "Requintista" en companyia de Victor Romero "Violin" i Gonzalo Ortigoza "Guitarra"), Enrique Pérez (Guanyador d'una edició del Festival del Takuaree en solista de guitarra popular) i uns altres.
Guarambaré compta amb diferents institucions on s'imparteix classe de música, un d'ells és el Projecte Sons de la Terra del mestre Luis Szarán, denominat Orquestra Infanto-juvenil Sons de la Terra Guarambaré sota la direcció de Delia Picagua, i amb el suport del pare Marcos Wilk i de la comissió de pares dels integrants.
L'orquestra "Sons de la Terra" va representar a la ciutat en els municipis de Coronel Oviedo, Ybycui, Ypané, Capiatá, Asunción, Itá, Villeta, i també a nivell internacional a Argentina (Resistència i Formosa). En la municipalitat local s'habilita classes de Música i d'instruments musicals tals com a guitarra, òrgan i violí.

### Esports
La Lliga Central d'Esports de la ciutat, compta amb els següents clubs: Club President Franco, Club Tte. Nicasio Insaurralde, Club Luis Alberto d'Herrera, Club Tte Fariña, Club Atlètic Independent, Club Atlètic 29 de Setembre, Club Esportiu Sant Antonio, Club 25 de Setembre, Club Rincón Guaraní, Club 15 d'Agost, Club Atlètic Nova Esperança, Club Esportiu 14 de Julio.
Els jugadors guarambareños excel·lents van ser: Heriberto Herrera (jugador i tècnic de la Juventus de Torí, intervinguts dels anys 1950); Leongino Unzain (Herrera, Nacional, selecció paraguaiana, jugador paraguaià transferit a Europa, Lazio d'Itàlia, Toulon, Bordeus, Beziers, Rouen, Grenoble, Barcelona); Nicolás "Manito" Tintel (Barcelona, Sportivo Luqueño i 12 d'Octubre de Itaugua); els germans Aranda (Cerro Porteño); J. Aranda (Tacuary i Cerro Porteño); germans Ferrer (Independent de Camp Gran); Jorge Teo López (Japó, França i Veneçuela).